# 호소카와 준야
호소카와 준야(일본어: 細川 淳矢, 1984년 6월 24일 ~ )는 일본의 전 축구 선수이다.

## 구단 경력
그는 2006년부터 2022년까지 J리그의 베갈타 센다이, 미토 홀리호크, FC 이마바리에서 활동하였다.